# Christian Rimestad (politiker)
Christian Rimestad, född den 22 mars 1830 i Köpenhamn, död den 4 oktober 1894, var en dansk politiker, bror till Christian Vilhelm Rimestad, far till författaren Christian Rimestad.
Rimestad blev juris kandidat 1851 och kort därpå anställd i justitieministeriet, där han blev expeditionssekreterare 1858 och bl. a. deltog i utarbetandet av lagförslaget om en ny sjö- och handelsrätt i Köpenhamn. 1861 utnämndes han till "landoverrets"- och 1878 till höjesteretsassessor. Han utsågs 1861 till representant i folketinget och hade där säte ända till 1884, då han föll igenom vid de nya valen. Rimestad gjorde sig mycket bemärkt i representationen, till en början i fackfrågor, men sedan också i allmänna politiska förhandlingar, såsom vid fredstraktatens stadfästelse 1864, då han var "referent". Efter Hall utsågs Rimestad 1881 till ledare och ordfordörande för högern i folketinget. 1868-77 och ånyo 1892-98 var han medlem av kungliga kommissioner för rättskipningens ombildning och 1872 av den skandinaviska myntkommissionen.

## Utmärkelser
- Dannebrogsmännens hederstecken,  1877[1]
- Kommendör av första graden av Dannebrogorden,  1892[1]

[Redigera Wikidata]